# Bermudas fotbollsförbund
Bermudas fotbollsförbund, officiellt Bermuda Football Association, är ett specialidrottsförbund som organiserar fotbollen på Bermuda.
Förbundet grundades 1928 och gick med i Concacaf 1967. De anslöt sig till Fifa år 1962. Bermudas fotbollsförbund har sitt huvudkontor i staden Hamilton.